# バスケットボールマカオ代表
バスケットボールマカオ代表(Macao national basketball team)は、マカオチャイナバスケットボール連盟によって国際大会に派遣されるバスケットボールのナショナルチームである。

## 歴史
FIBA男子アジアカップ（旧アジア選手権）には1983年と1987年の2度出場し、いずれも15位であった。
マカオオリンピック委員会はIOCに承認されていないため、オリンピックに出場することはできない。しかし、マカオはOCAとFIBAには加盟しているためアジア競技大会とワールドカップには出場ができる。

## 主な国際大会成績
- 夏季オリンピック
  - 出場なし
- FIBAワールドカップ
  - 出場なし
- FIBAアジアカップ
  - 1983年 - 15位
  - 1987年 - 15位
- アジア競技大会
  - 2006年 - 13位